# Nilgiri beó
A nilgiri beó (Gracula indica) a madarak osztályának verébalakúak (Passeriformes) rendjébe és a seregélyfélék (Sturnidae) családjába tartozó faj.

## Rendszerezése
A fajt Georges Cuvier francia zoológus írta le 1829-ben, az Eulabes nembe Eulabes indicus néven.

## Előfordulása
India délnyugati részén és Srí Lanka déli részén honos. Természetes élőhelyei a szubtrópusi vagy trópusi mangroveerdők, síkvidéki és hegyi esőerdők,  valamint ültetvények. Állandó, nem vonuló faj.

## Megjelenése
Testhossza 25 centiméter.

## Természetvédelmi helyzete
Az elterjedési területe nagyon nagy, egyedszáma ugyan csökken, de még nem éri el a kritikus szintet. A Természetvédelmi Világszövetség Vörös listáján mérsékelten fenyegetett fajként szerepel.